# Hugo Hovenkamp
Hugo Hovenkamp (né le 5 octobre 1950 à Groningue) est un footballeur néerlandais.
Il était défenseur du club de l'AZ 67 et de l'équipe des Pays-Bas (31 sélections) durant les années 1970.
Sélectionné par l'entraîneur Ernst Happel pour la coupe du monde 1978, il dut déclarer forfait au dernier moment en raison d'une blessure. Il a en revanche disputé le Championnat d'Europe des nations 1980.